# Hundtjärnen (Borgsjö socken, Medelpad, 691972-149105)
Hundtjärnen är en sjö i Ånge kommun i Medelpad och ingår i Ljungans huvudavrinningsområde.